# Theodor Laumann
Theodor Laumann (* 23. August 1934 in Mannheim) ist ein ehemaliger deutscher Fußballspieler der von 1952 bis 1963 in der damals erstklassigen Fußball-Oberliga Süd für den VfR Mannheim und in der Fußball-Oberliga West für Alemannia Aachen insgesamt 213 Verbandsspiele absolviert und 31 Tore erzielt hat. Im Jahr 1956 wurde der zumeist als Halbstürmer im damaligen WM-System eingesetzte Offensivspieler in zwei Länderspielen der B-Fußballnationalmannschaft eingesetzt.

## Karriere

### Mannheim, bis 1959
Der technisch versierte und überaus trickreiche Halbstürmer „Teddy“ Laumann durchlief die Jugendabteilung des VfR Mannheim. Bei den blau-weiß-roten Rasensportlern vom Stadion an den Brauereien lernte er bei den A-Junioren die prägende Trainerschule von Philipp Rohr kennen. Für „Fips“ Rohr war er in der Rückschau „das große VfR-Talent der fünfziger und teilweise sechziger Jahre“. Das Nachwuchstalent debütierte am 8. Februar 1953 im Heimspiel gegen die SpVgg Fürth in der Oberliga Süd. Beim 1:1 gegen die „Kleeblatt-Elf“ um Adolf Knoll, Herbert Erhardt, Richard Gottinger, Horst Schade und Max Appis bildete er zusammen mit Ernst Langlotz, Werner Baßler, Ernst Löttke und Rudolf de la Vigne auf Halblinks die Angriffsreihe des VfR. Ab der Saison 1953/54 gehörte er der Stammelf des VfR in der Oberliga Süd an. Im April 1954 kam er bereits in der Stadtauswahl von Mannheim in zwei Spielen gegen Ludwigshafen und Olaria Rio de Janeiro zum Einsatz.
Die beste Runde mit seinem Heimatverein bestritt Laumann in der Serie 1955/56. Er absolvierte 29 Ligaspiele und erzielte beim Erreichen des dritten Ranges sechs Tore. Mit 73 Toren stellten die Rasensportler den besten Angriff im Süden. Ernst-Otto Meyer (30 Tore), de la Vigne (10 Tore) und Langlotz (9 Tore) waren mit Halbstürmer Laumann die treffsichersten Schützen. Am sechsten Spieltag überfuhr der VfR den Titelverteidiger Offenbacher Kickers an den Brauereien mit 7:2; am elften Spieltag wurde der Tabellenführer Karlsruher SC vor 20.000 Zuschauern mit 2:0 bezwungen; nach dem Ende Hinrunde standen Laumann und Kollegen punktgleich mit dem KSC – beide wiesen je 22:8 Punkte auf – an der Tabellenspitze; die Hürde im Rückspiel in Offenbach wurde mit einem 6:2-Erfolg gemeistert; der spätere Absteiger SSV Reutlingen am 18. März 1956 mit einer 9:1-Packung (mit zwei Laumann-Treffern) nach Hause geschickt. Die zwei verlorenen Spitzenspiele im Karlsruher Wildparkstadion am 25. März vor 50.000 und gegen den VfB Stuttgart am 15. April im Neckarstadion vor 75.000 Zuschauern jeweils knapp mit 1:2 brachten die Entscheidung gegen den VfR Mannheim. Sie belegten am Rundenende den 3. Rang und zogen damit nicht in die Endrunde um die deutsche Fußballmeisterschaft ein. Persönlich wurde die Leistung von Laumann aber durch den Einsatz in der B-Nationalmannschaft am 21. April 1956 beim Länderspiel in Enschede gegen die Niederlande belohnt. Bei einer 0:1-Niederlage bildete er gemeinsam mit Engelbert Kraus, Erwin Waldner, Hans Neuschäfer und Bernhard Termath auf Halblinks den deutschen Angriff.
Nach der Runde 1958/59 beendete Laumann seine Aktivität in der Quadratestadt und schloss sich Alemannia Aachen zur Saison 1959/60 in der Fußball-Oberliga West an.
Der Mannheimer Halbstürmer wurde drei Mal in der Rangliste des deutschen Fußballs des Kicker-Sportmagazins geführt: Im Januar 1956 für das Gesamtjahr 1955 in der Rubrik „Auf dem Sprung nach oben“ neben Willi Schröder, Ulrich Biesinger und Hans Neuschäfer; im Sommer 1956 in der Rubrik „Weitere Nationalelf-Kandidaten“ neben Alfred Preißler, Klaus Stürmer, Hans Neuschäfer, Alfred Niepieklo, Helmut Faeder, Horst Buhtz, Jürgen Sanmann und Reinhold Jackstell; im Januar 1957 für das zweite Halbjahr 1956 in der Rubrik „Im weiteren Kreis der Nationalelf“ neben Jakob Miltz, Alfred Pfaff, Aki Schmidt, Klaus Stürmer, Herbert Schäfer und Albert Brülls.
Insgesamt wird Laumann in der Oberliga Süd von 1952 bis 1959 mit 131 Spielen und 23 Toren geführt.

### Aachen, 1963 bis 1959 bis 1965
Bei den Schwarz-Gelben vom Tivoli-Stadion erlebte der Mann aus Mannheim in seinem zweiten Jahr, 1960/61, unter Trainer Helmut Kronsbein eine glänzende Hinrunde mit 19:11 Punkten und der Tabellenführung nach der Hinrunde. Mit dem neuen Torjäger Willi Bergstein (25 Tore) schienen die „Kartoffelkäfer“ ernsthafter Anwärter auf den Titel zu sein. In der Rückrunde lief es aber nicht mehr gut, die Alemannia fiel auf den achten Rang zurück. Laumann hatte in 28 Ligaspielen vier Tore erzielt. In der Saison 1961/62 erlebte der Techniker die zwei jugoslawischen Ex-Nationalspieler Vladimir Beara und Branko Zebec als neue Mannschaftskameraden. Verletzungsbedingt konnten aber beide Spieler nicht zu einer Verbesserung des Abschneidens beitragen. Im letzten Jahr der alten erstklassigen Oberliga, 1962/63, landete Aachen unter dem neuen Trainer Oswald Pfau zwar auf dem fünften Rang, wurde aber nicht in die neue Fußball-Bundesliga zur Saison 1963/64 aufgenommen. Insgesamt hat Laumann in Aachen von 1959 bis 1963 in der Oberliga West 82 Ligaspiele absolviert und acht Tore erzielt.
Im ersten Jahr der damals zweitklassigen Fußball-Regionalliga West, 1963/64, wurden die Schwarz-Gelben ihrer Favoritenrolle gerecht und gewannen die Meisterschaft mit 105:37 Toren und 59:17 Punkten nach 38 Rundenspielen. Am 24. November 1963 bildete er gemeinsam mit Christian Breuer und Branko Zebec die überragende Läuferreihe beim 2:0-Heimerfolg vor 35.000 Zuschauern im Spitzenspiel gegen den Wuppertaler SV. Laumann hatte in 25 Meisterschaftsspielen mitgewirkt und ein Tor erzielt. Er agierte jetzt zumeist als Außenläufer. Die Aufstiegsrunde zur Bundesliga wurde aber zu einer Enttäuschung. Mit 4:8 Punkten wurde der favorisierte Westmeister lediglich Dritter hinter Aufsteiger Hannover 96 und Hessen Kassel. Laumann war in den zwei mit jeweils 1:2 verlorenen Spielen gegen Kassel und Hannover aufgelaufen.
Nach drei weiteren Regionalligaeinsätzen in der Saison 1964/65 beendete Laumann seine höherklassige Laufbahn und schloss sich zum Ausklang seiner Karriere von 1965 bis 1968 dem Amateurverein SC Jülich 1910 an. Danach war für den kaufmännischen Angestellten endgültig die Spielerlaufbahn zu Ende.

### Auswahlspiele
Erstmals überregional konnte das VfR-Talent in Spielen regionaler Nachwuchsmannschaften im Mai 1955 in Westdeutschland unter Aufsicht von Bundestrainer Sepp Herberger auf sich aufmerksam machen. Am 11. Mai gehörte er dem Team von Süddeutschland an, das in Duisburg die Vertretung von Westdeutschland mit 3:2 bezwingen konnte. Im Tor stand Manfred Eglin, Hermann Nuber in der Läuferreihe und im Angriff stürmten Willy Reitgaßl, Hans Weilbächer, Berthold Buchenau, „Teddy“ Laumann und am linken Flügel Werner Huber. Am 14. Mai schlug Süddeutschland in Wuppertal den Südwesten klar mit 6:0. Dabei agierten im Angriff noch Knut Tagliaferri und Ulrich Biesinger.
Bei Sichtung durch Bundestrainer Herberger kam Laumann in einer DFB-Nachwuchself am 22. Februar 1956 in Hamburg gegen den Hamburger SV zum Einsatz. Beim 4:1-Erfolg der Auswahl bildete er zusammen mit „Berti“ Kraus, Gerhard Kaufhold, Vereinskollege „Ötti“ Meyer und Hans Schäfer den Angriff. Am 11. April fand in Homburg das zweite Testspiel der Nachwuchshoffnungen gegen eine Saarauswahl statt und die beiden VfR-Spieler standen wieder in der Herberger-Elf. Zehn Tage danach debütierte Laumann in der B-Nationalmannschaft beim Spiel gegen die Niederlande. Bei der Generalprobe für das B-Länderspiel am 31. Mai in Barcelona gegen Spanien kam die deutsche B-Auswahl am 26. Mai in Berlin zu einem 3:1-Sieg gegen eine Berliner Auswahl. Dabei war die B-Elf mit Erich Bäumler, Laumann, Biesinger, Willi Schröder und Theo Schönhöft angetreten. Zu seinem zweiten offiziellen Länderspiel in der B-Nationalmannschaft wurde das Länderspiel am 21. November 1956 in Zürich gegen die Schweiz. Beim 2:1-Erfolg agierte er an der Seite von Mitspielern wie Hans Tilkowski, Max Morlock, Georg Stollenwerk, Ottmar Walter und Erich Haase. Seine letzte Berufung in eine DFB-Auswahl erhielt der Mannheimer am 19. Dezember 1956 beim Länderspiel der U-23-Auswahl, die in Lüttich mit 3:2 Toren gegen Belgien gewann und sich Halbstürmer Aki Schmidt als dreifacher Torschütze auszeichnete.
Regional kam Laumann danach noch am 30. Dezember 1956 im Repräsentativspiel von Süddeutschland gegen das Saarland (4:3) und am 1. Mai 1957 in Reihen einer Nordbaden-Auswahl gegen den Südwesten (3:2) zum Einsatz.